# 1000-km-Rennen von Mugello 1982

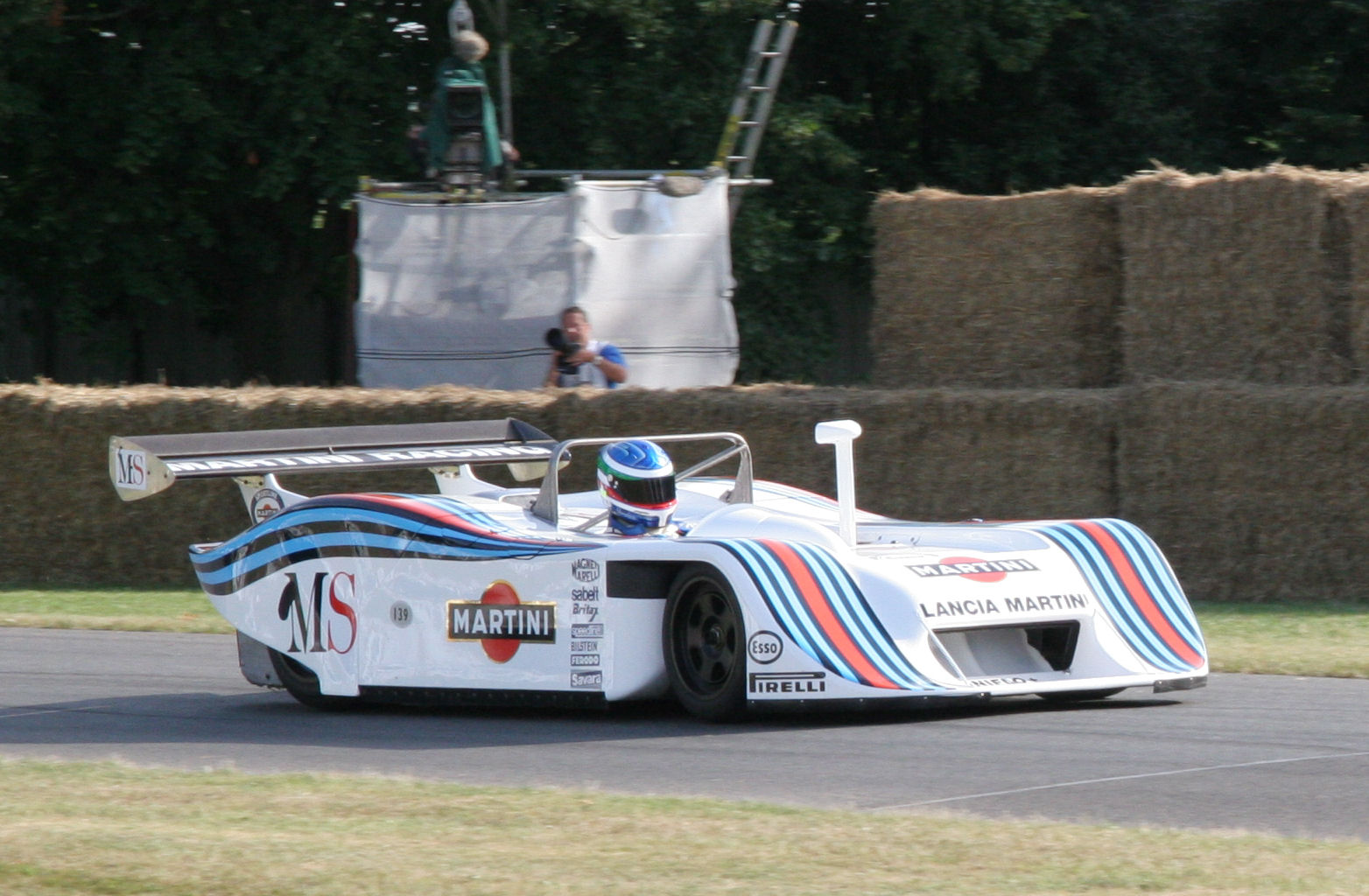
Das siegreiche Rennwagenmodell Lancia LC1

Das 1000-km-Rennen von Mugello 1982, auch Trofeo Banca Toscana 1000 kilometres, Mugello, fand am 19. September 1982 auf dem Autodromo Internazionale del Mugello statt und war der sechste Wertungslauf der Sportwagen-Weltmeisterschaft dieses Jahres.

## Das Rennen
Die Abwesenheit der Porsche-Werksmannschaft führte zu einem ungefährdeten Lancia-Doppelsieg. Nachdem der Trainingsschnellste Riccardo Patrese seinen Lancia LC1 mit überhitztem Motor abstellen musste, gewannen die Teamkollegen Piercarlo Ghinzani/Michele Alboreto und Alessandro Nannini/Corrado Fabi mit einem Vorsprung von vier Runden auf den Joest-Porsche 936C von Bob Wollek, Hans Heyer und Henri Pescarolo.

## Ergebnisse

### Schlussklassement
| 1           | Gr. 6    | 51 | Martini Racing                | Piercarlo Ghinzani Michele Alboreto                   | Lancia Martini LC1           | 191 |
| 2           | Gr. 6    | 40 | Martini Racing                | Alessandro Nannini Corrado Fabi                       | Lancia Martini LC1           | 191 |
| 3           | C        | 1  | Joest Racing                  | Bob Wollek Hans Heyer Henri Pescarolo                 | Porsche 936C                 | 184 |
| 4           | Gr. 6    | 8  | Osella Mirabella Racing       | Giorgio Francia Luigi Moreschi                        | Osella PA9                   | 175 |
| 5           | C        | 4  | GS Racing Walter Brun         | Siegfried Müller junior Walter Brun                   | Sauber SHS C6                | 175 |
| 6           | Gr. 5    | 2  | Vegla Racing Team             | Dieter Schornstein Volkert Merl Bob Wollek            | Porsche 935J                 | 175 |
| 7           | Gr. 5    | 16 | Scuderia Vesuvio              | Gianni Giudici Guido Daccò                            | Lancia Beta Montecarlo Turbo | 170 |
| 8           | Gr. 5    | 3  | Momo Racing                   | Giampiero Moretti Mauro Baldi                         | Porsche 935/78-81            | 170 |
| 9           | Gr. 5    | 21 |                               | Antonio Codognelli Giovanni Alberti                   | Lancia Stratos               | 148 |
| 10          | IMSA GTX | 10 | Scuderia Bellancauto          | Duilio Truffo Fabrizio Violati                        | Ferrari 512 BB               | 148 |
| 11          | GT       | 27 | Formel Rennsport Club Zürich  | Edi Kofel Peter Zbinden Marco Vanoli                  | Porsche 924 Carrera GTR      | 147 |
| 12          | B        | 24 | Müllerbrau Team               | Fritz Müller Georg Memminger                          | Porsche 930                  | 143 |
| Ausgefallen |          |    |                               |                                                       |                              |     |
| 13          | Gr. 6    | 11 | Jolly Club                    | Carlo Franchi Sandro Cinotti Giuseppe Piazzi          | Osella PA9                   |     |
| 14          | Gr. 6    | 12 |                               | Mario Benusiglio Giovanni Siliprandi Fabio Siliprandi | Lucchini                     |     |
| 15          | Gr. 6    | 14 |                               | Paolo Giangrossi Gerardo Vatielli Pasquale Barberio   | Osella PA9                   |     |
| 16          | Gr. 5    | 18 | Scuderia Vesuvio              | Bernard Salam Aldo Bertuzzi                           | Lancia Beta Montecarlo Turbo |     |
| 17          | IMSA GTO | 22 | Canon Cameras GTi Engineering | Richard Lloyd Jeff Allam                              | Porsche 924 Carrera GTR      |     |
| 18          | GT       | 25 | Richard Cleare Racing         | Richard Cleare Tony Dron                              | Porsche 930                  |     |
| 19          | Gr. 6    | 50 | Martini Racing                | Teo Fabi Riccardo Patrese                             | Lancia LC1                   |     |

### Nur in der Meldeliste
Hier finden sich Teams, Fahrer und Fahrzeuge, die ursprünglich für das Rennen gemeldet waren, aber aus den unterschiedlichsten Gründen daran nicht teilnahmen.
| Pos. | Klasse | Nr. | Team                | Fahrer                                           | Chassis     |
| ---- | ------ | --- | ------------------- | ------------------------------------------------ | ----------- |
| 20   | Gr. 6  | 7   | Fritz Glatz         | Fritz Glatz Jo Gartner                           | TOJ SC205   |
| 21   | Gr. 6  | 9   |                     |                                                  | Osella PA9  |
| 22   | Gr. 6  | 15  |                     | Renato Benusiglio Antonio Maniero                | Chevron B36 |
| 23   | Gr. 5  | 19  | Kenneth Leim        | Kenneth Leim Kurt Simonsen                       | BMW 320i    |
| 24   | C      | 23  | Kannacher GT Racing | Dieter Quester Anton Fischhaber Jürgen Hamelmann | URD C81     |

### Klassensieger
| Klasse   | Fahrer                  | Fahrer           | Fahrer          | Fahrzeug           | Platzierung im Gesamtklassement |
| -------- | ----------------------- | ---------------- | --------------- | ------------------ | ------------------------------- |
| C        | Bob Wollek              | Hans Heyer       | Henri Pescarolo | Porsche 936C       | Rang 3                          |
| B        | Fritz Müller            | Georg Memminger  |                 | Porsche 930        | Rang 12                         |
| Gr. 6    | Piercarlo Ghinzani      | Michele Alboreto |                 | Lancia Martini LC1 | Gesamtsieg                      |
| Gr. 5    | Dieter Schornstein      | Volkert Merl     | Bob Wollek      | Porsche 935J       | Rang 6                          |
| IMSA GTX | Duilio Truffo           | Fabrizio Violati |                 | Ferrari 512 BB     | Rang 10                         |
| IMSA GTO | kein Teilnehmer im Ziel |                  |                 |                    |                                 |

### Renndaten
- Gemeldet: 24
- Gestartet: 19
- Gewertet: 12
- Rennklassen: 6
- Zuschauer: unbekannt
- Wetter am Renntag: warm und trocken
- Streckenlänge: 5,245 km
- Fahrzeit des Siegerteams: 6:18:40,050 Stunden
- Gesamtrunden des Siegerteams: 191
- Gesamtdistanz des Siegerteams: 1001,795 km
- Siegerschnitt: 158,735 km/h
- Pole Position: Riccardo Patrese – Lancia Martini LC1 (#50) – 1:45,290 = 179,333 km/h
- Schnellste Rennrunde: Teo Fabi – Lancia Martini LC1 (#50) und Piercarlo Ghinzani – Lancia Martini LC1 (#51) – 1:47,880 = 176,028 km/h
- Rennserie: 6. Lauf zur Sportwagen-Weltmeisterschaft 1982